# Lago Nero (Piacenza)
Der Lago Nero ist ein Süßwassersee in der Region Emilia-Romagna in Italien.

## Lage
Der See liegt im Toskanisch-Emilianischen Apennin etwa vier Kilometer östlich von Santo Stefano d’Aveto auf 1540 m s.l.m. Höhe. Südwestlich befindet sich der Monte Bue (1.777 m) und südöstlich der Monte Nero (1.748 m). Nördlich fällt das Gelände über ausgedehnte, teils sumpfige Wälder zum Tal des Torrente Nure hin ab.

## Beschreibung
Der See ist natürlicher glazialer Entstehung und ringsum von dichten Wälden umgeben. Er hat eine Länge von 200 Metern, eine Breite von maximal 95 m und seine Tiefe wird mit bis zu 2,5 Metern angegeben. Das Stillgewässer besitzt keine regelmäßigen Zu- oder Abflüsse. Es bezieht sein Wasser ausschließlich aus Niederschlägen und temporären Zuläufen während der Schneeschmelze von den Nordhängen des Monte Bue und Monte Nero. Bedingt durch seine Höhenlage gefriert der See im Winter regelmäßig zu. Nur eventuell überschüssiges Wasser versickert in der sumpfigen nördlichen Umgegend und kommt dann über Karstereignisse dem Quellgebiet des Torrente Nure zu.
Am Westufer gibt es einen Picknickplatz und zwei kleine Wirtschaftsgebäude.

## Zugang
Der Zugang zu dem See ist ganzjährig frei. Von Norden her kann er fußläufig aus dem Tal des Torrente Nure heraus erreicht werden, der Weg ist allerdings recht steil. Von Osten her besteht ein Zugang vom Passo dello Zovallo aus. Eine befestigte Zufahrtsmöglichkeit gibt es nicht.

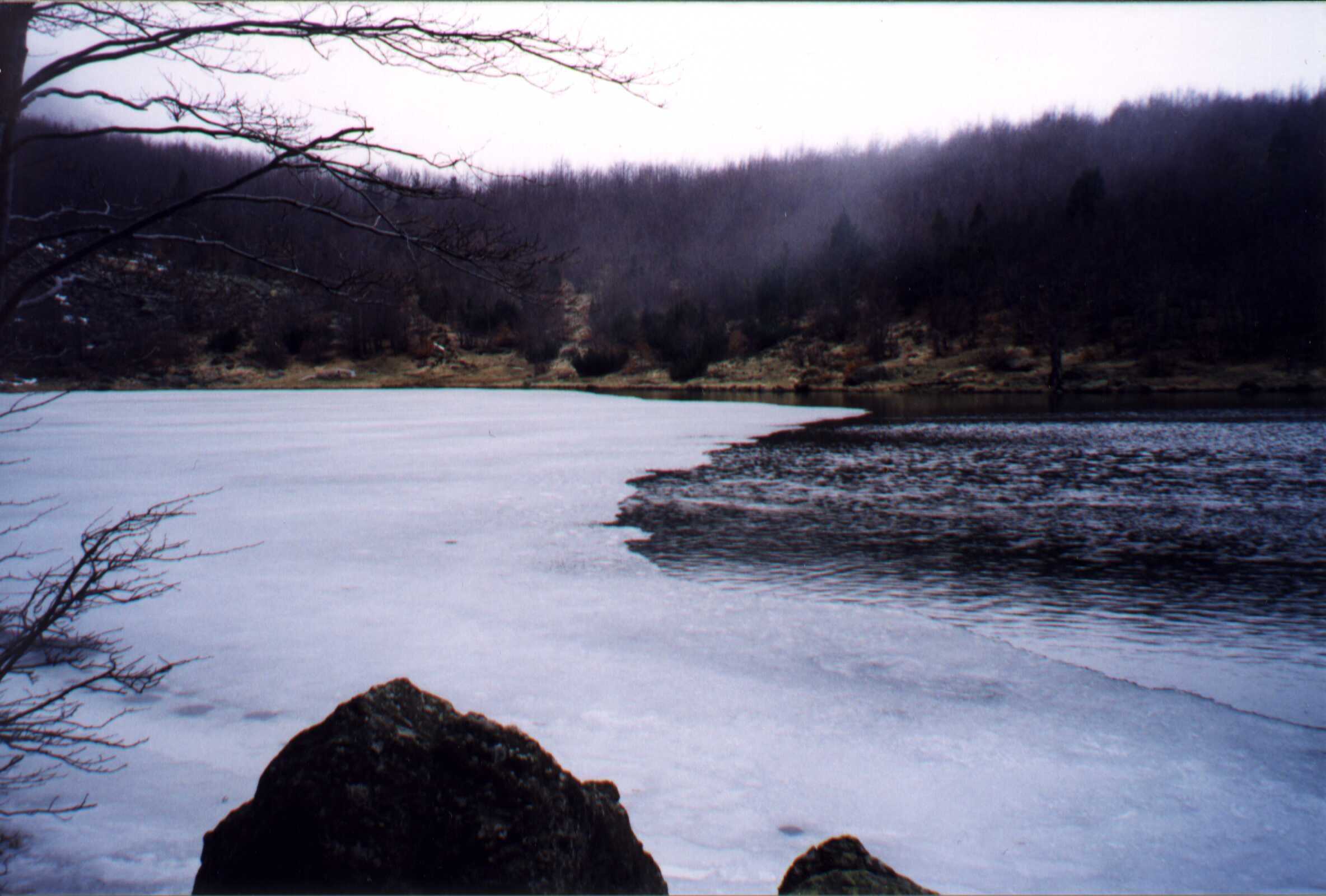
Lago Nero im Winter